# Semaeopus callichroa
Semaeopus callichroa là một loài bướm đêm trong họ Geometridae.